# Řídících Márinka
Řídících Márinka je řada pěti knih z let 1928–1931, jejichž autorkou je Marie Wágnerová-Černá. Ta je známá pod pseudonymem Felix Háj hlavně jako autorka knih o Kájovi Maříkovi. Příběh pěti knih Řídících Márinka je podobný.

## Děj
Kniha vypráví o dobrodružstvích dcery pana řídícího Márinky a jejího nejlepšího kamaráda Vény, kterého vychovává jeho teta, vdova po berním úředníkovi (v knize "paní berňová"). Tato kniha vypráví příběh Márinky a Vény od první třídy. Příběh končí, až když Márinka, jakožto dvanáctiletá dívka, odjede na Dobříš, aby se zde dále vzdělávala. V knize se také objevuje Márinčina sestra Vilička. Vilička studovala konzervatoř a byla úplně jiná než Márinka. Přece jen je něco spojovalo: nezapomenutelná vesnička, jakožto místo jejich narození. Kniha také přibližuje život služky Cíly, která pracovala ve škole. Pan řídící a jeho žena vynikají v knize jako vzorní rodiče, ale i velmi vzdělaní lidé. Kniha také popisuje dřívější život, který byl úplně jiný.
Tato kniha má celkem pět dílů. Z části je velmi poučná. Autor v ní popisuje průběh celého roku (křesťanské svátky,vesnické zvyky...). V knize dává Márince hodně dobrých rad do života panímáma Šetlíková. Během svého dětství se Márinka setkává s tvrdým životem, s takovým, jaký je. Později se začíná učit ručním pracím, ale stále ještě dovádí s ostatními dětmi, ale cítí že to není jako dřív, jako když byla mnohem menší. Márinka velmi postrádá Vénu, když odjede do Prahy, aby studoval gymnázium. Děti se opět setkávají o Vánocích, kdy se Véna vrací domů.